# Arachnopusia admiranda
Arachnopusia admiranda is een mosdiertjessoort uit de familie van de Arachnopusiidae. De wetenschappelijke naam van de soort is voor het eerst geldig gepubliceerd in 1982 door Moyano.